# Збірна Зімбабве з футболу
Збірна Зімбабве з футболу представляє Зімбабве у міжнародних матчах та турнірах з футболу. Керівна організація — Футбольна асоціація Зімбабве. 

## Історія
До 1980 року називалася збірною Родезії з футболу. Жодного разу не брала участі у фінальній стадії чемпіонатів світу, але п'ять разів брала участь у Кубку африканських націй у 2004, 2006, 2017, 2019 та 2021 років 
У 2009 році, за дорученням голови Федерації футболу Зімбабве Генрієти Рушвая, збірна вирушила грати несанкціоновані товариські матчі з Таїландом, Сирією та Малайзією, а результати були заздалегідь обумовлені з букмекерським синдикатом у Сінгапурі. У скандалі було замішано приблизно 80 людей. Федерація футболу Зімбабве розпустила національну збірну, а нову сформувала із гравців молодіжних складів.

## Чемпіонат світу
- 1930–1966 — не брала участі
- 1970 — не пройшла кваліфікацію
- 1974 — не брала участі
- 1978 — не брала участі
- 1982–2010 — не пройшла кваліфікацію
- 2018 — не брала участі
- 2022 — не пройшла кваліфікацію

## Кубок Африки
- 1957–1980 — не брала участі
- 1982–2002 — не пройшла кваліфікацію
- 2004 — груповий турнір
- 2006 — груповий турнір
- 2008–2012 — не пройшла кваліфікацію
- 2017 — груповий турнір
- 2019 — груповий турнір
- 2021 — груповий турнір
- 2023 — не пройшла кваліфікацію